# Musée de l'Aurignacien
Le musée de l'Aurignacien est installé à Aurignac, en Haute-Garonne, à proximité de la grotte d'Aurignac. Classée monument historique en 1921, la grotte d'Aurignac a donné son nom à l'Aurignacien, qui a été défini comme culture préhistorique en 1906 par Henri Breuil et Émile Cartailhac.

## Historique
Si la première découverte du site remonte à 1852, par Jean-Baptiste Bonnemaison, ouvrier carrier, l'abri préhistorique a d'abord été étudié en 1860 par le paléontologue Édouard Lartet, qui en présenta les résultats à l'exposition universelle de 1867. Fernand Lacorre dirigea de nouvelles fouilles à partir de 1938.
Le musée de l'Aurignacien a été créé en 1960, avant de bénéficier d'un bâtiment complètement rénové en 2014, œuvre de l’agence Basalt architecture.

## Bâtiment
Le musée a un toit végétalisé et bénéficie de grandes baies vitrées.

## Collections
Le musée présente plus de 300 objets archéologiques, représentatifs de la culture aurignacienne : pierres taillées, outils, armes, parures, statuettes, blocs gravés, ossements d'animaux disparus.
Trois modules principaux sont proposés :
- Aurignac et la quête des origines de l’Homme
- Une découverte fortuite du site... mais capitale !
- La culture aurignacienne

## Autres activités
En sortant du musée, on accède, par un sentier de découverte, au site de l'abri préhistorique par une promenade ponctuée de panneaux pédagogiques d'environ un kilomètre.
La présentation des collections est fréquemment complétée par le préhistolab, où des ateliers permettent d'expérimenter personnellement différents aspects de la vie pendant la préhistoire.
La salle Algans permet aussi d'organiser des conférences ponctuelles.

## Galerie

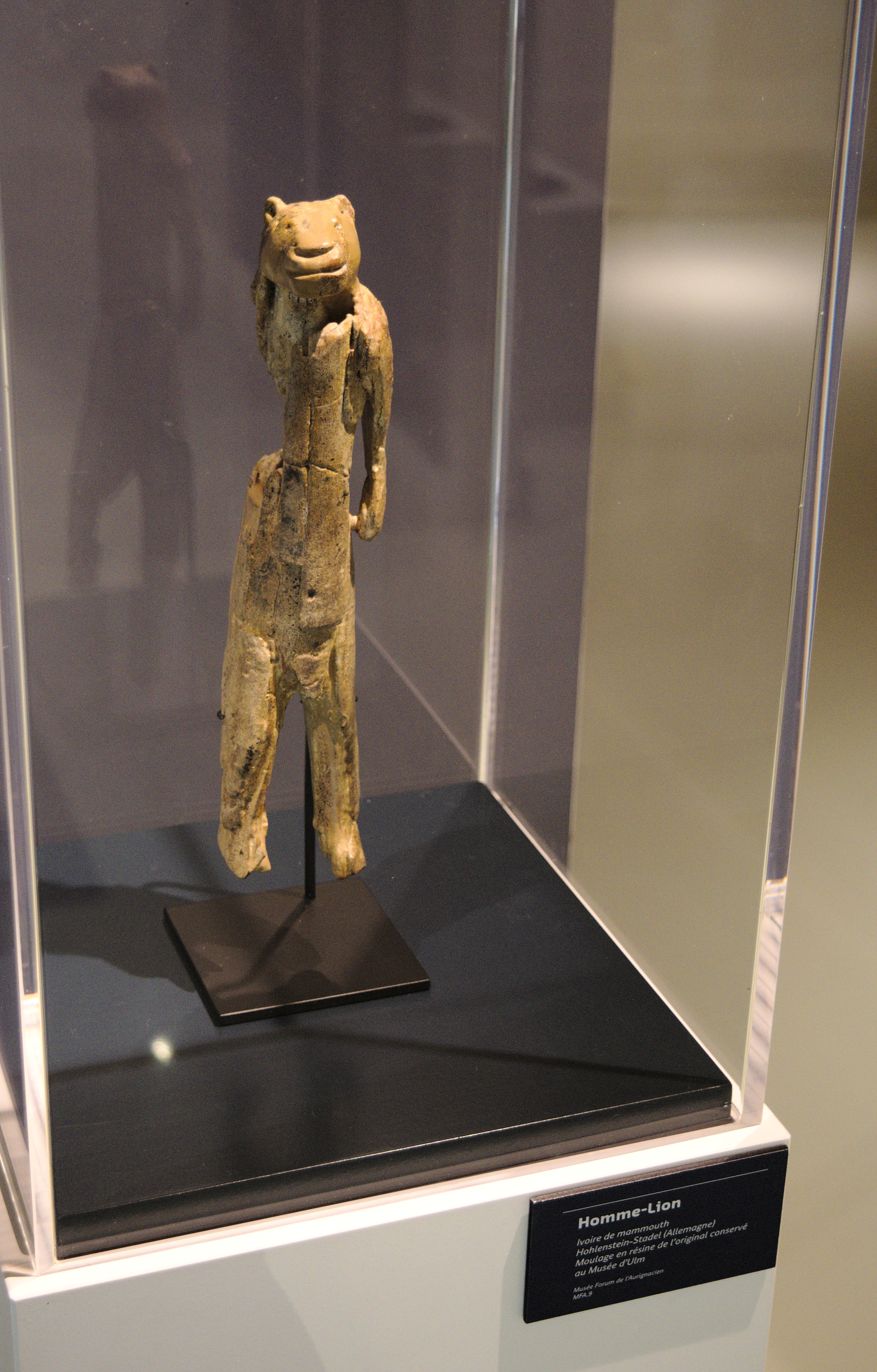
Reproduction de l'homme-lion de la grotte de Hohlenstein-Stadel (Allemagne)

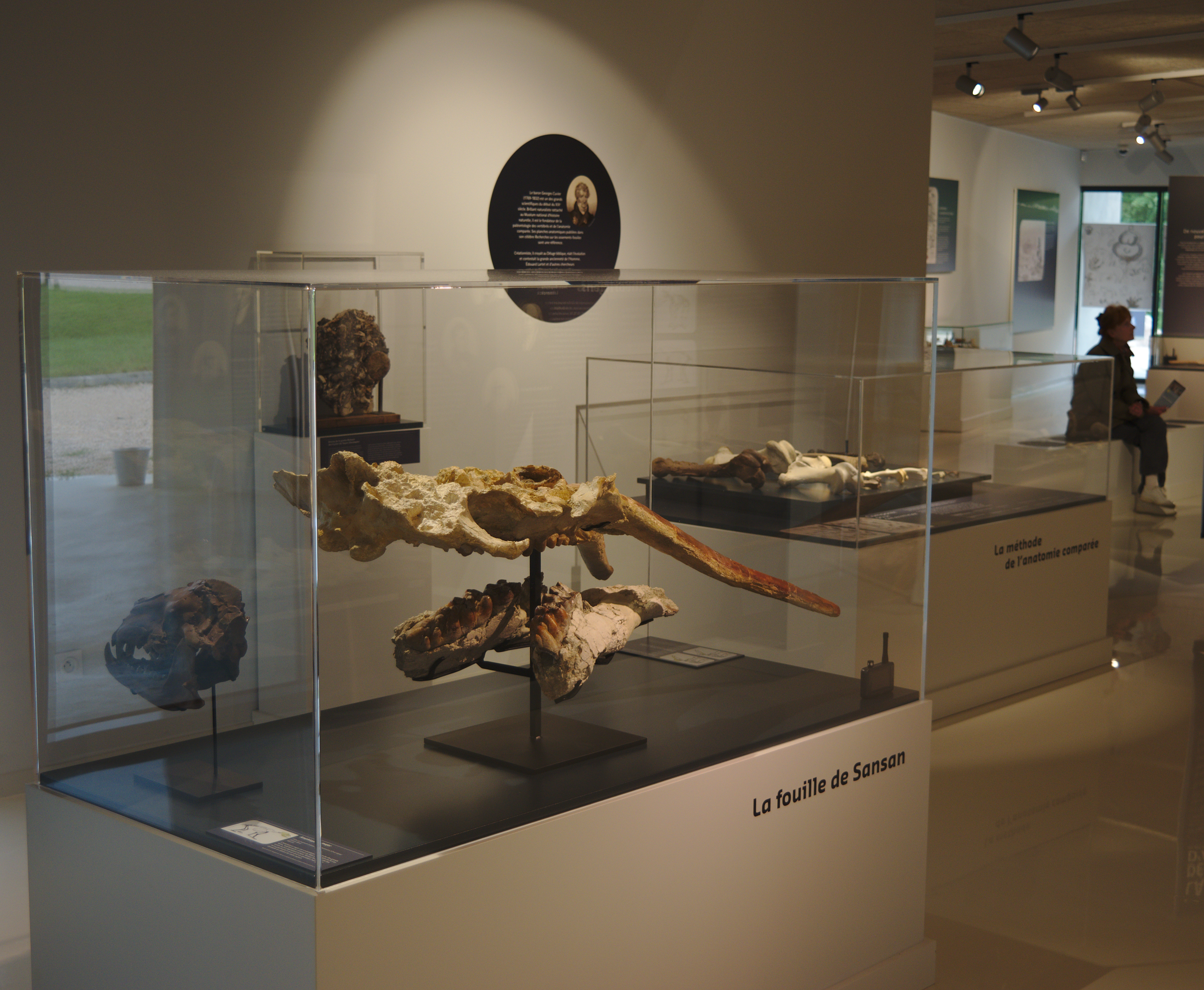
Salles
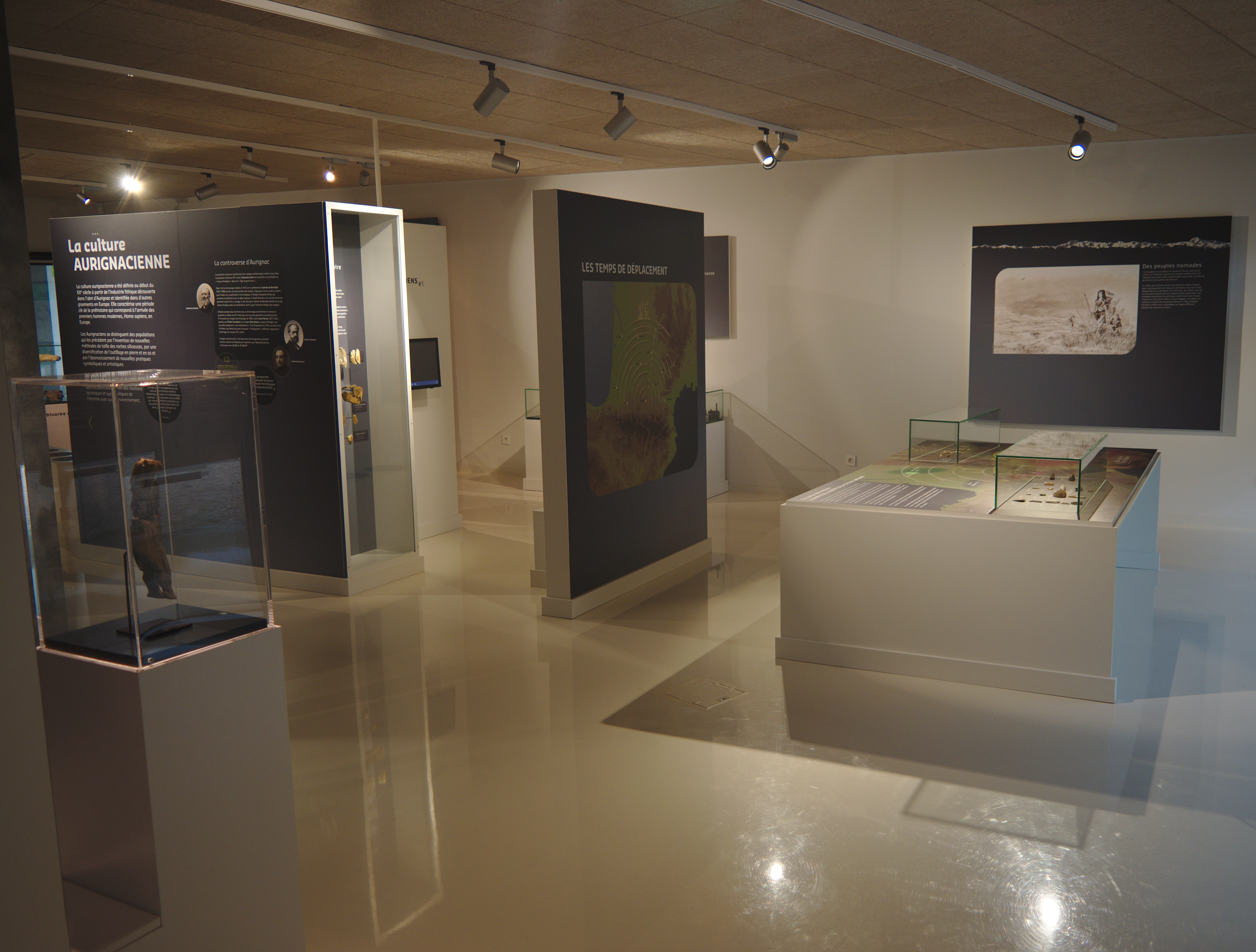
Salles
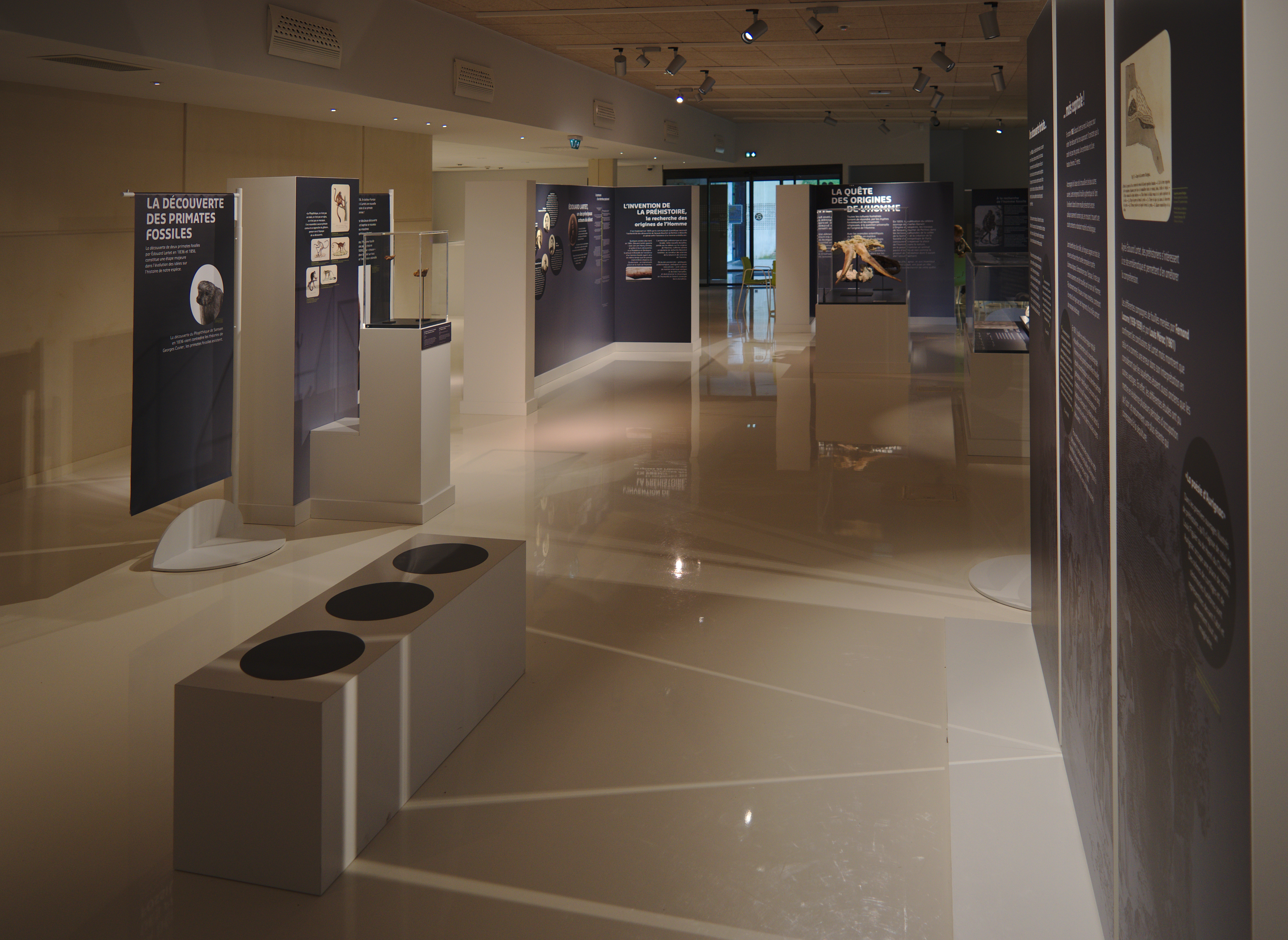
Salles
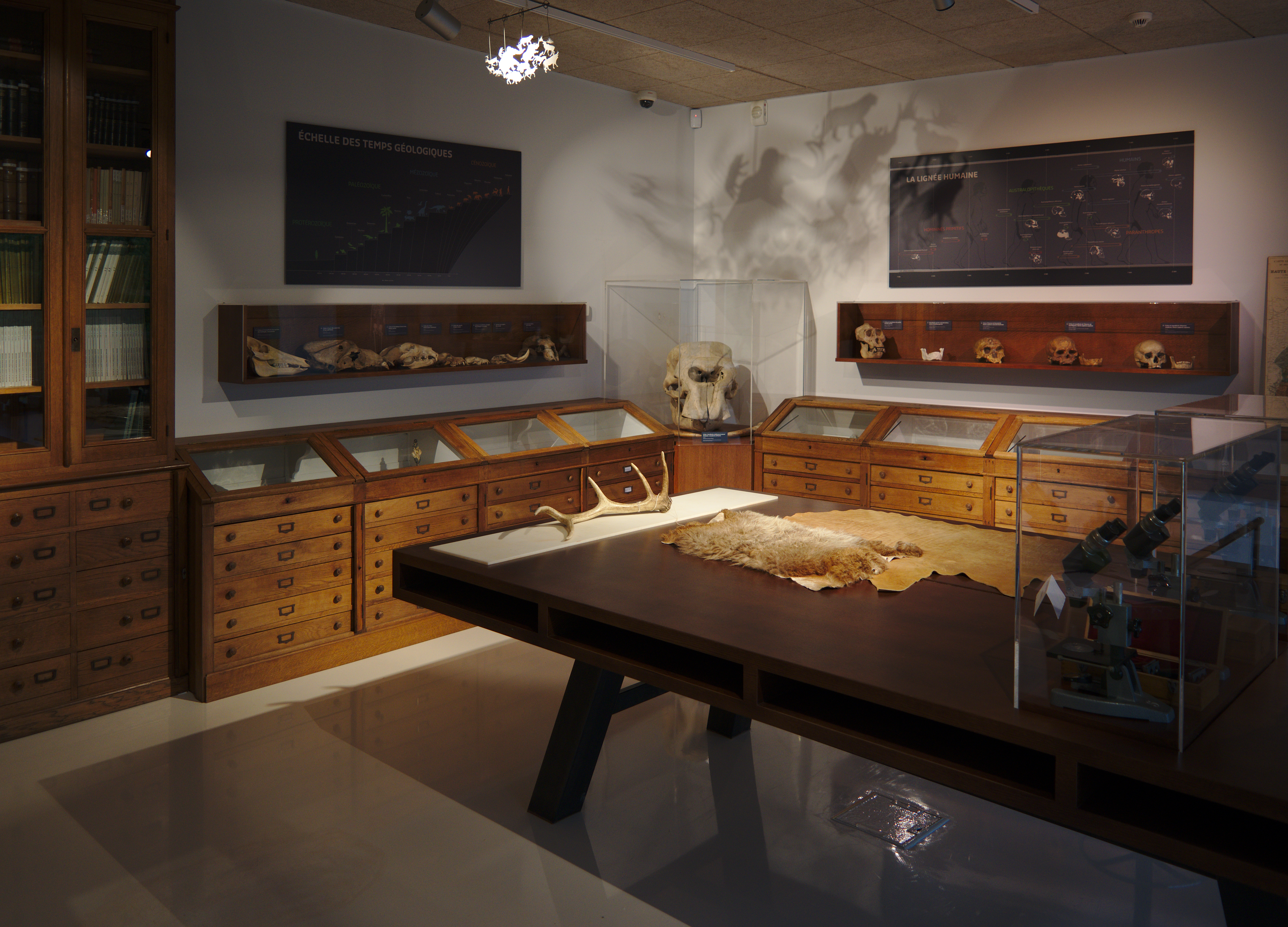
Salles
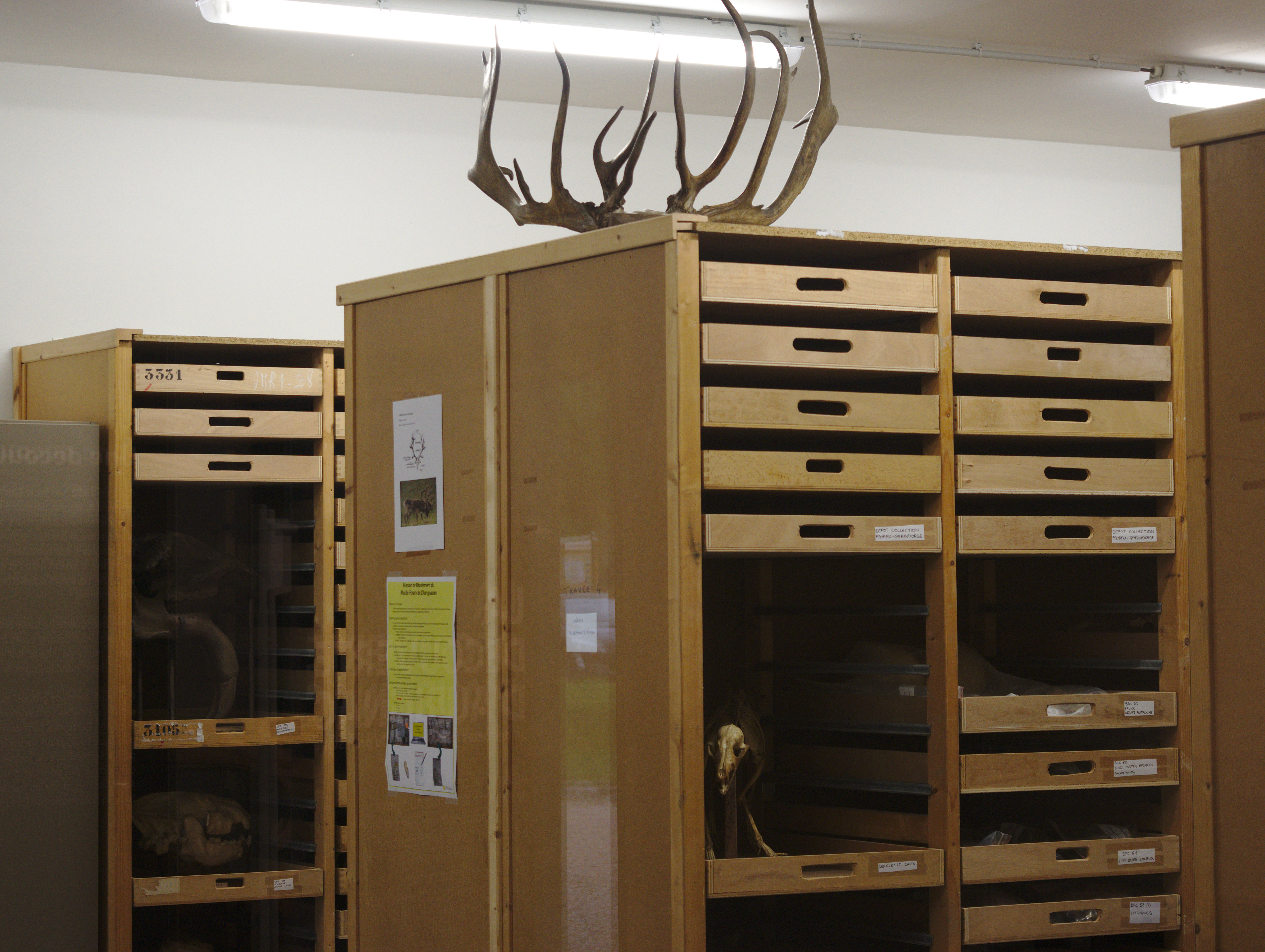
Réserves
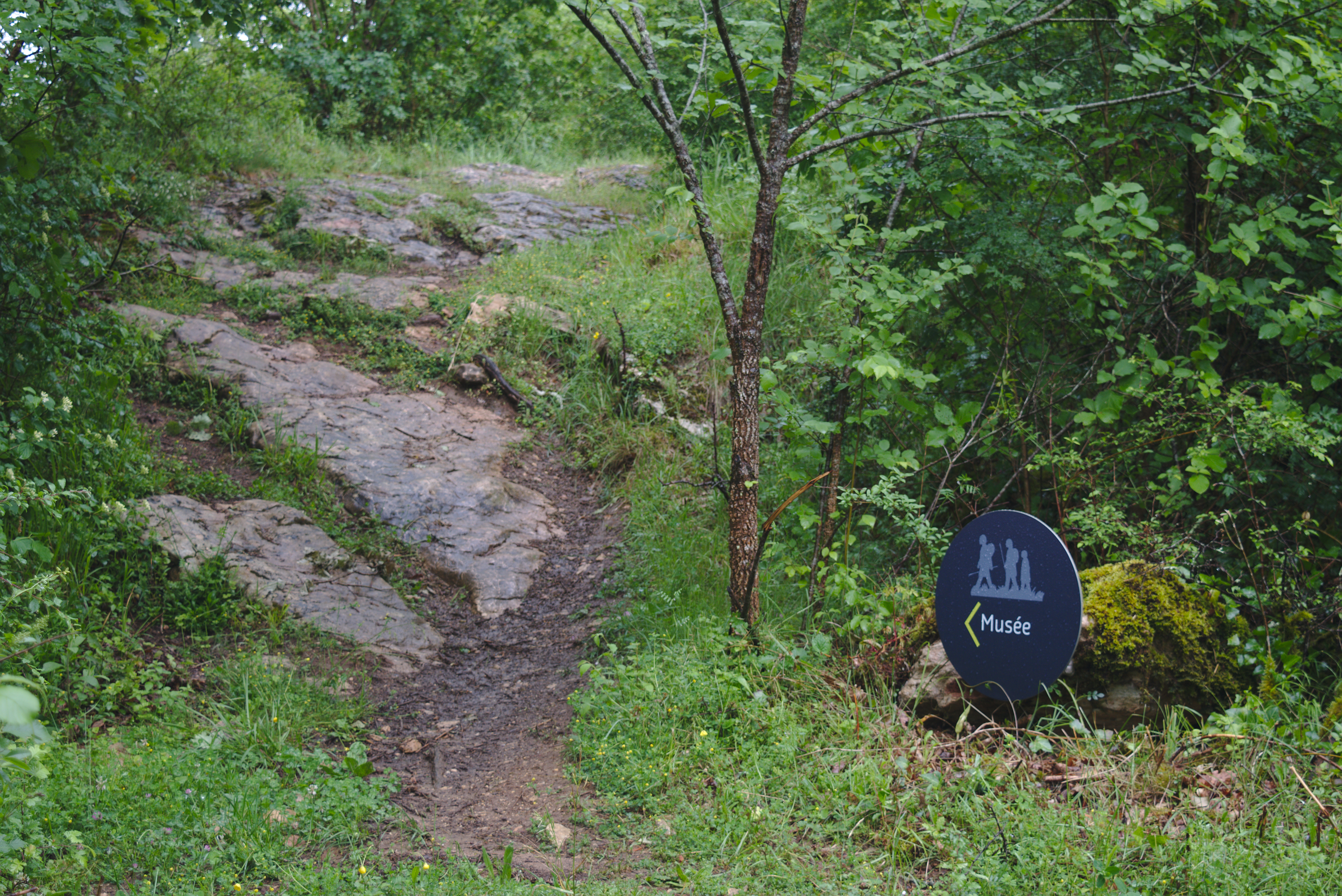
Sentier de découverte